# Hans Sperschneider
Hans Sperschneider (* 18. Juni 1928 in Jena; † 13. Juli 1995 in Hamburg) war ein deutscher Künstler, der mit den Medien der Malerei, Zeichnung und Grafik arbeitete.

## Leben und Wirken
Sperschneider studierte an der Kunsthochschule Burg Giebichenstein, vor allem bei Erwin Hahs. Während seines Studiums lernte er dort 1949 seine spätere Ehefrau Ragna Krüger kennen, die zu einer bedeutenden Emailkünstlerin wurde.
Das Paar wechselte 1950 nach Berlin, wo Hans Sperschneider die Meisterschule für das Gestaltende Handwerk Berlin-Charlottenburg besuchte. 1952 heirateten Ragna und Hans Sperschneider, sie hatten eine gemeinsame Tochter. Nach dem Umzug nach Hamburg 1955 studierte Sperschneider als Lichtwark-Stipendiat an der Landeskunstschule Hamburg am Lerchenfeld bei Karl Kluth. Sperschneider lebte mit seiner Frau in Hamburg, wo er als freischaffender Künstler arbeitete.
1966 erhielt Hans Sperschneider den Edwin-Scharff-Preis. Sperschneider schuf wiederholt Werke für öffentliche Gebäude in Hamburg, die mit Mitteln des Programms Kunst am Bau der Baubehörde erworben wurden.